# Micropterus haiaka
Cá vược Choctaw (Danh pháp khoa học: Micropterus sp. cf. punctulatus hay Micropterus haiaka) là một loài mới trong số các loài cá vược đen (chi Micropterus) trong họ cá Thái dương Centrarchidae thuộc bộ cá vược được tìm thấy ở vùng thượng Florida.

## Tên gọi
Các nhà khoa học thuộc Bảo tàng Động vật Hoang dã ở Florida (FWC) đã quyết định đặt tên loài tạm thời là cá vược Choctaw và muốn sử dụng một phiên bản Latinh từ gốc 'haiaka' bằng cái tên khoa học. Cái tên Choctaw xuất phát từ bộ lạc người da đỏ bản địa ở Mỹ đã từng chiếm diện tích trong đó phát hiện ra loài cá cá vược mới. Tên khoa học bắt nguồn từ ngôn ngữ Choctaw: Haiaka có nghĩa là "tiết lộ" hoặc "trốn tránh" trong ngôn ngữ Choctaw.

## Mô tả
Cá vược Choctaw có thể khó phân biệt với các loại cá vược đen khác cùng chi. Bởi vì cá vược Choctaw có những điểm tương đồng giữa những con cá vược khác, nó đã không được chú ý nhiều năm. Chỉ bằng cách nhìn vào một sự kết hợp của các tính năng là nó có thể cho biết sự khác biệt. Phương pháp trực quan tốt nhất để xác định cá vược là bằng cách đếm số lượng vảy cá ở một số khu vực.
Tia vây của chúng cũng khác với một số loài cá vược khác, và cá vược Choctaw có số lượng lược mang khác nhau khi so sánh với một số loài cá vược khác. Nếu không, cá vược Choctaw chia sẻ nhiều tính chất hình thái cùng với các các loài cá vược khác. Sự giống nhau về ngoại hình này là một trong những lý do tại sao cá vược Choctaw đã không được chú ý quá lâu. Để xác định chính xác, phải thử nghiệm DNA.

## Phân bố
Các nghiên cứu của FWC cho thấy rằng cá vược Choctaw có thể có phạm vi phân bố khá rộng bao gồm từ các con sông ven biển phía đông của Vùng Vịnh, bắt đầu ở hướng tây bắc Florida và mở rộng ra phía đông nam Alabama. Nó được biết đến có có ghi nhận ở sông Vàng (Yellow River), sông Hắc Thủy (Blackwater), sông Choctawhatchee, sông Escambia và sông Perdido. Cá vược Choctaw được các nhà khoa học bắt gặp thường bị mắc kẹt trong các hệ thống sông hoặc suối nơi mà trầm tích tập trung, chúng tránh nước chuyển động nhanh từ dòng suối và dòng sông và thường được tìm thấy gần bờ biển.